# Neápoli Voión
Neápoli Voión o Neápolis Voión (en griego: Νεάπολη Βοιών) también llamado Vátika (en griego: Βάτικα) es una pequeña ciudad en la unidad regional de Laconia, al sur de Grecia. Está ubicada cerca del extremo sur de la península de Malea y del Cabo Malea. Está 335 km al sureste de Atenas y 115 km al sur de Esparta. Su puerto es la puerta de entrada a las islas del sur del Peloponeso como Citera, Anticitera y Elafónisos. Neápoli es parte del municipio de Monemvasía y de la unidad municipal de Voies .

## Historia
Neápoli está en la ubicación de la antigua ciudad laconia de Bea, que según la leyenda fue construida en el siglo X o IX a. C. por el heráclida Beo. Más tarde la ciudad pasó a formar parte de la ciudad-estado de Esparta. Durante la época romana temprana, la ciudad perteneció a la Liga de los Eleuterolaconios y floreció. La ciudad decayó más tarde y fue completamente destruida en el año 365 d. C. por un terremoto especialmente violento.
En la Edad Media, el nombre se modificó a Vátika, que todavía se utiliza para designar la ciudadela local. En tiempos modernos en este lugar había un pueblo con el nombre de Pezula. En 1837 el arquitecto bávaro Birbach diseñó el trazado de las calles de una nueva ciudad que se llamó Neápoli (‘ciudad nueva’).
El 18 de noviembre de 2019 a las 03:25 hora local se produjo un terremoto entre Neápoli Voión y la isla de Elafónisos, que alcanzó una magnitud estimada de 3,6.

## Población histórica
| Censo | Localidad | Comunidad |
| ----- | --------- | --------- |
| 1991  | 2.469     |           |
| 2001  | 2.727     | 2.751     |
| 2011  | 3.090     | 3.130     |
| 2021  | 2.715     | 2.787     |

## Turismo

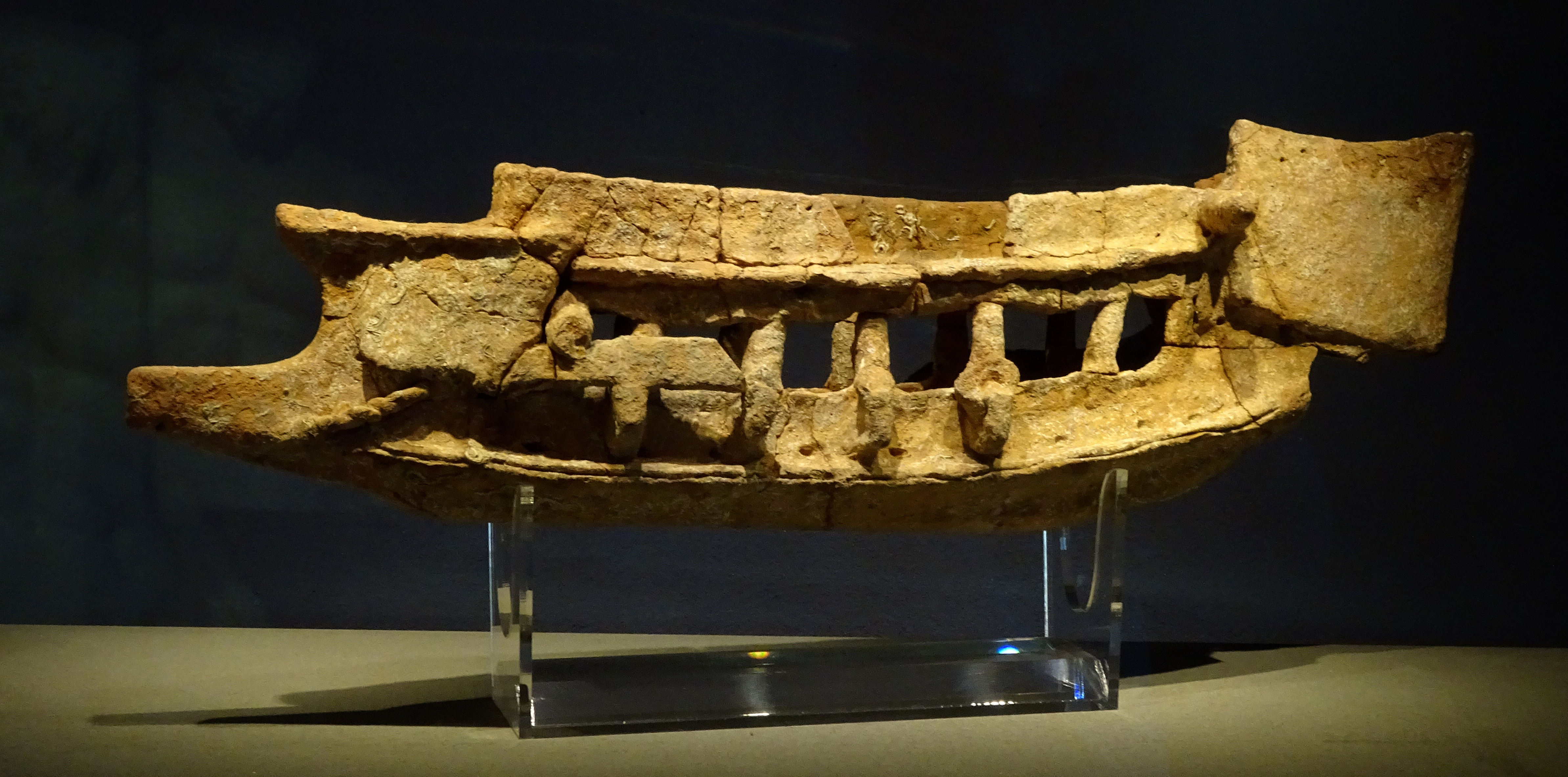
Modelo en arcilla de una galera, Museo arqueológico de Neápoli Voión.

Frente a la costa de Neápoli se encuentra la pequeña isla de Elafónisos, conocida por sus grandes playas de arena. También hay otras playas alrededor de Nepáoli. Entre ellas se encuentran las playas de Neratzionas y Maganos. Cerca de Neápoli, en el pueblo de Kastaniá, se encuentra la cueva de Kastaniá, conocida también como cueva de Agios Andreas. Un pueblo cercano a Neápoli es Faraklo. Fue construido por los venecianos y fue el pueblo más importante de la zona durante el dominio veneciano y más tarde durante el dominio otomano.
El pequeño museo arqueológico de la localidad exhibe un curioso modelo en terracota de una nave de guerra a remo de la Antigüedad rescatado de las aguas en las redes de unos pescadores. 